# Angermünde

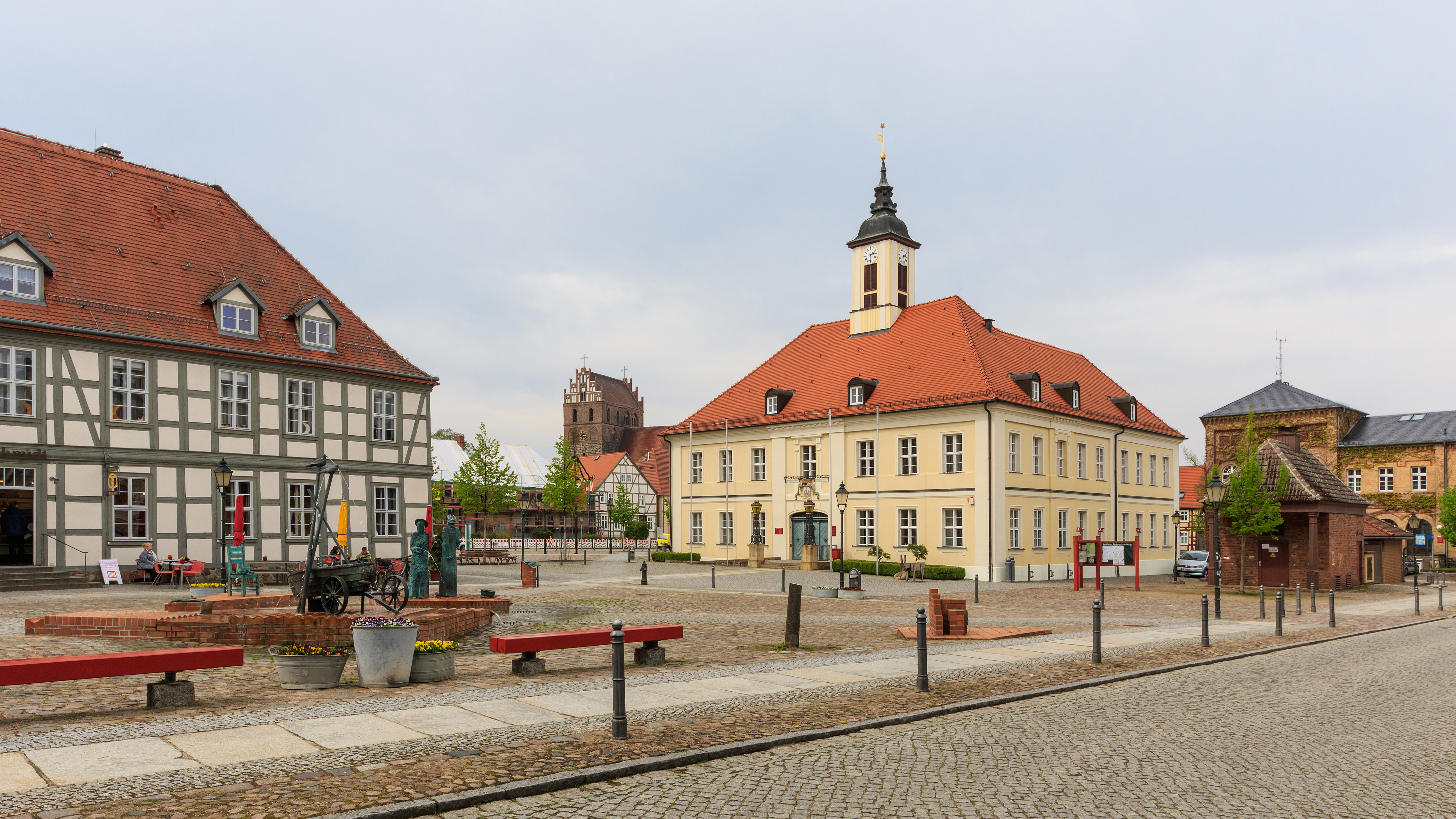
Mairie

Angermünde est une ville allemande située dans le land de Brandebourg, dans l'arrondissement d'Uckermark.

## Architecture et tourisme
- Ancienne église franciscaine Saint-Pierre-et-Saint-Paul (XIIIe-XVe siècles)
- Chapelle du Saint-Esprit
- Altkünkendorf: château Mon Plaisir et église (XIIIe-XIXe siècles)

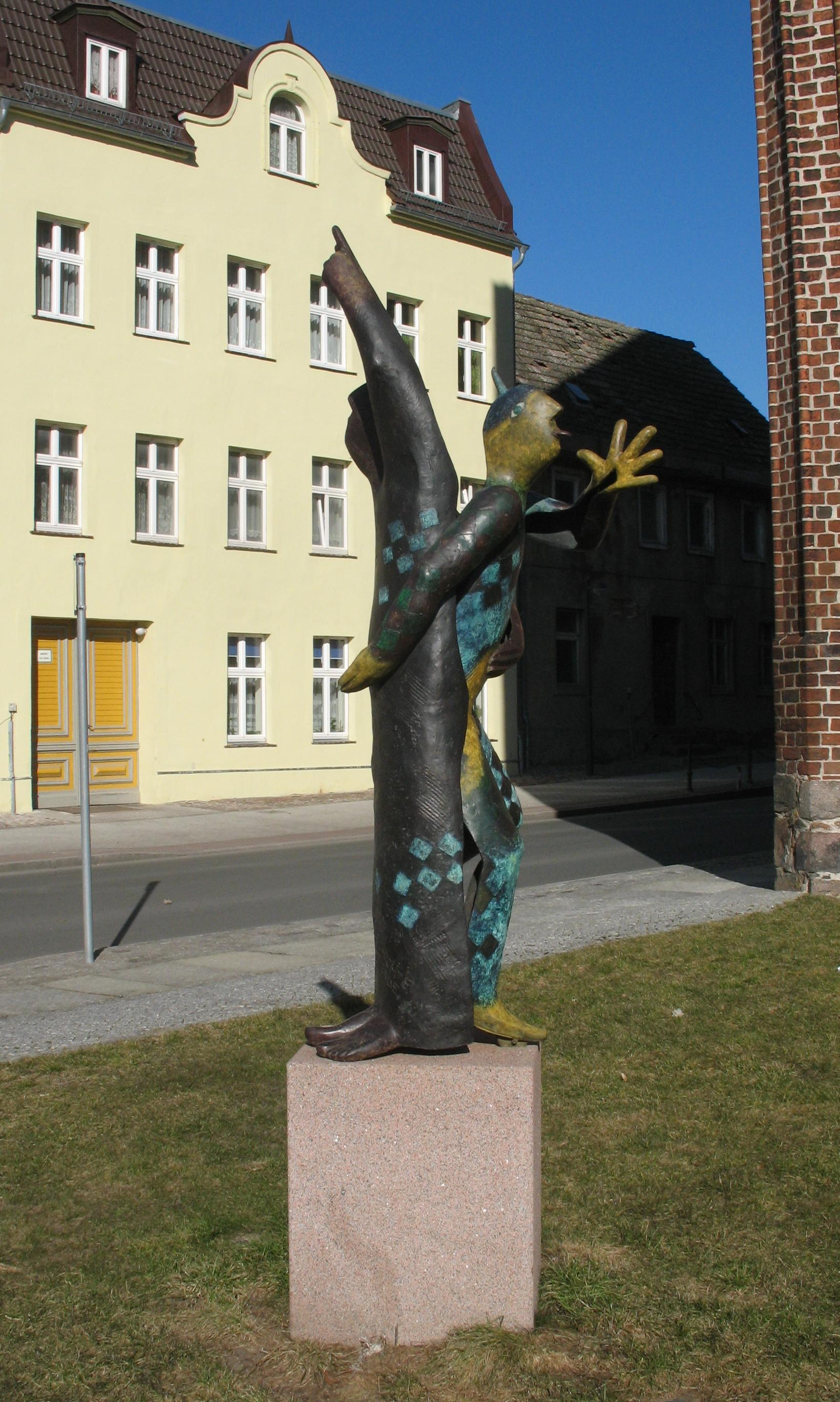
Sculpture de Christian Uhlig
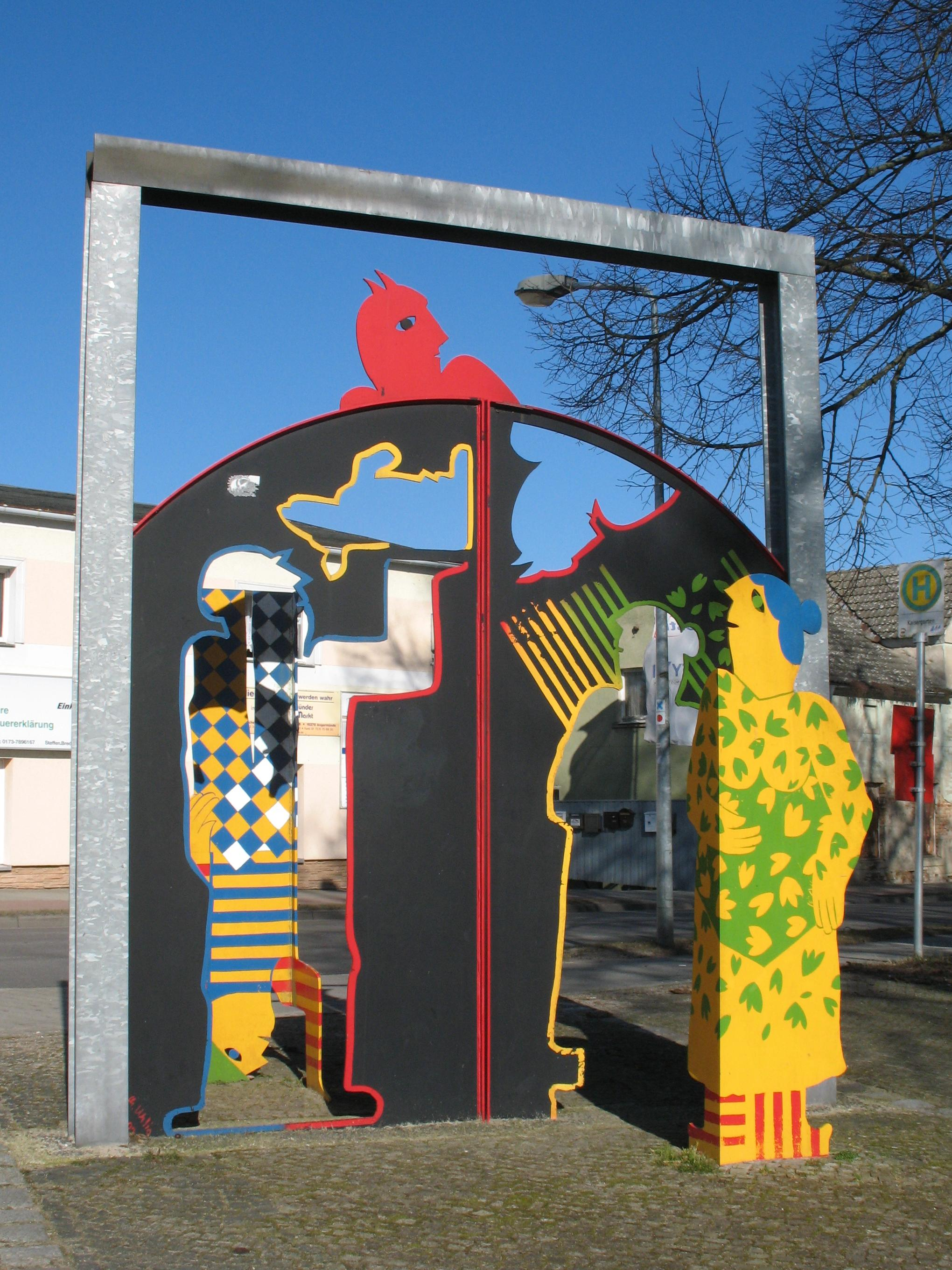
Sculpture de Christian Uhlig
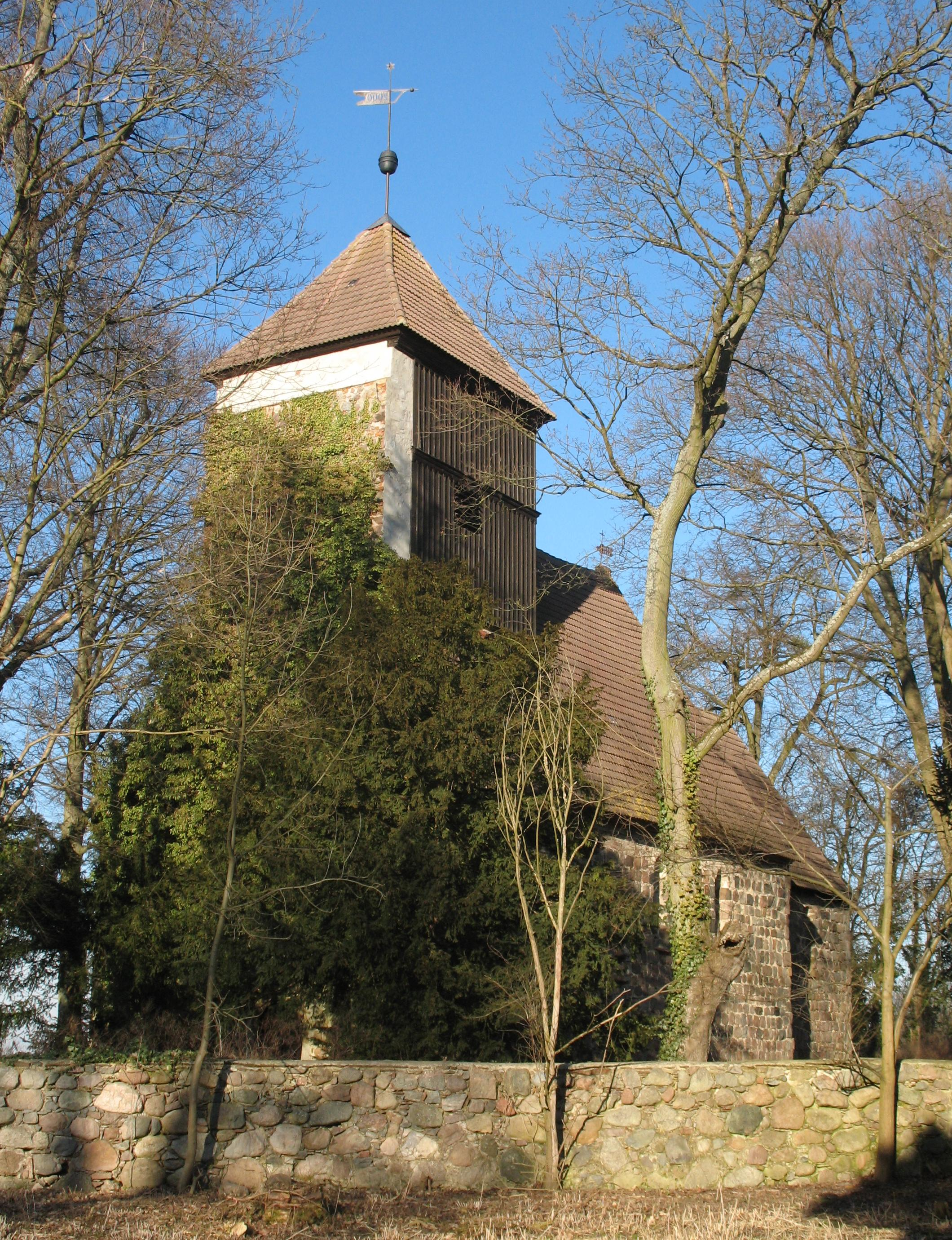
Église à Schmiedeberg
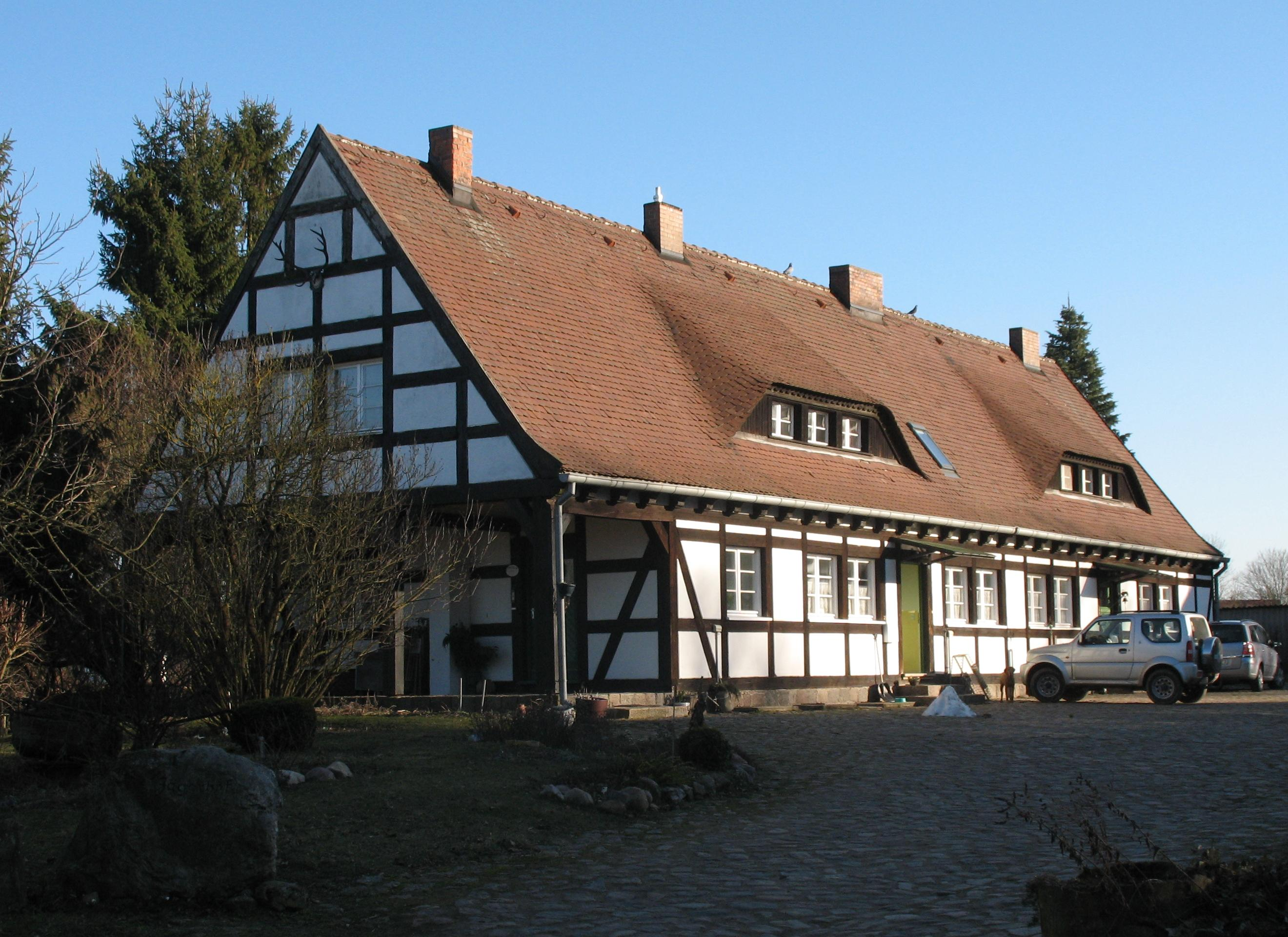
à Schmiedeberg

## Démographie
- Évolution de la population dans les limites actuelles. -- Ligne bleue: Population; Ligne pointillé: Comparaison avec le développement de Brandebourg -- Fond gris: Période du régime nazie; Fond rouge: Période du régime communiste
- Évolution récente (ligne bleue) et prévisions sur l'effectif de résidents

| Année | Population |
| ----- | ---------- |
| 1875  | 16 460     |
| 1890  | 15 733     |
| 1910  | 16 545     |
| 1925  | 18 373     |
| 1933  | 18 020     |
| 1939  | 18 139     |
| 1946  | 23 026     |
| 1950  | 24 884     |
| 1964  | 22 204     |
| 1971  | 21 037     |

| Année | Population |
| ----- | ---------- |
| 1981  | 18 651     |
| 1985  | 18 110     |
| 1989  | 17 493     |
| 1990  | 17 372     |
| 1991  | 16 967     |
| 1992  | 16 995     |
| 1993  | 16 916     |
| 1994  | 16 750     |
| 1995  | 16 488     |
| 1996  | 16 727     |

| Année | Population |
| ----- | ---------- |
| 1997  | 16 796     |
| 1998  | 16 826     |
| 1999  | 16 770     |
| 2000  | 16 481     |
| 2001  | 16 314     |
| 2002  | 16 057     |
| 2003  | 15 755     |
| 2004  | 15 628     |
| 2005  | 15 276     |
| 2006  | 15 036     |

| Année | Population |
| ----- | ---------- |
| 2007  | 14 801     |
| 2008  | 14 598     |
| 2009  | 14 492     |
| 2010  | 14 360     |
| 2011  | 13 826     |
| 2012  | 13 687     |
| 2013  | 13 597     |
| 2014  | 13 650     |
| 2015  | 13 805     |
| 2016  | 13 797     |

| Année | Population |
| ----- | ---------- |
| 2017  | 13 837     |
| 2018  | 13 744     |
| 2019  | 13 757     |
| 2020  | 13 637     |

Les sources de données se trouvent en détail dans les Wikimedia Commons.

## Personnalités
- Albert Manthe, sculpteur (1847-1929)
- August Julius Streichenberg, sculpteur (1814-1878)